# Oxyrhachis tessmanni
Oxyrhachis tessmanni är en insektsart som beskrevs av Capener 1972. Oxyrhachis tessmanni ingår i släktet Oxyrhachis och familjen hornstritar. Inga underarter finns listade i Catalogue of Life.